# Franz zur Lippe-Biesterfeld-Weißenfeld
Franz zur Lippe-Biesterfeld-Weißenfeld (* 17. September 1820 in Teichnitz; † 26. Juli 1880 auf Döberkitz) war ein sächsischer General der Kavallerie.

## Leben

### Herkunft
Franz entstammte der Linie Lippe-Weißenfeld des Hauses Lippe. Seine Eltern waren Christian zur Lippe-Biesterfeld-Weißenfeld (1777–1859) und dessen erste Ehefrau Friederike, geborene Gräfin von Hohenthal (1790–1827), eine Tochter des Ministers Peter Carl Wilhelm von Hohenthal. Sein jüngerer Bruder Theodor zur Lippe-Biesterfeld-Weißenfeld wurde Abgeordneter in beiden Kammern des Sächsischen Landtages. Freiherr Hans Oppen von Huldenberg war ein Sohn seiner jüngeren Schwester Lydia, geb. Gräfin und Edle Herrin zur Lippe-Biesterfeld-Weißenfeld.

### Militärkarriere
Er trat 1839 in das Garde-Reiter-Regiment der Sächsischen Armee, wurde 1847 als Oberleutnant in das 2. Reiterregiment versetzt, 1849 Brigadeadjutant, 1851 Rittmeister, 1856 in sein Ursprungsregiment zurückversetzt, 1857 persönlicher Adjutant des Kronprinzen Albert, 1860 Major, trat 1862, wiederum als Gardereiter, in den Frontdienst zurück, rückte 1865 zum Oberst und Kommandeur des Regiments auf. Während des Deutschen Krieges befehligte die Garde, die nicht zu aktiver Beteiligung an Gefechten kam, aber in tadelloser Haltung das Schlachtfeld von Königgrätz verließ.
Er wurde bei der Neugliederung des Heeres nach dem Krieg von 1866 Generalmajor und Brigadekommandeur und 1869 Kommandeur der Kavalleriedivision. In dieser Stellung machte er, während des Feldzuges 1870 zum Generalleutnant aufsteigend, den Krieg gegen Frankreich mit. Er wohnte am 18. August der Schlacht bei Gravelotte sowie den Kämpfen bei, die der Schlacht von Sedan vorangingen.  und wurde, bald nach dem Einrücken der deutschen Heere in die Einschließungslinie von Paris, nach Norden entsandt, um den Rücken der zu dieser gehörenden Maas-Armee zu decken und alle zur Befriedung der Gegend und zum Anlegen von Magazinen erforderlichen Maßnahmen zu treffen. Die ihm gestellte Aufgabe, zu deren Erfüllung ihm außer der Kavalleriedivision Truppen anderer Waffengattungen in wechselnder Stärke unterstellt waren, hat er unter schwierigen Verhältnissen erfolgreich gelöst, bis er nach dem Eintreffen der Nordarmee auf diesem Teile des Kriegsschauplatzes sich deren Bewegungen anschloss, und, ohne ihrem Befehlshaber, dem General von Manteuffel, und dessen Nachfolger, dem General von Goeben, ausdrücklich unterstellt zu sein, sie bei allen ihren Unternehmungen tatkräftig unterstützte. Dazu bot ihm eine besondere Gelegenheit, am 19. Januar 1871 in der Schlacht von Saint-Quentin. Er befehligte hier auf dem äußersten rechten Flügel 3 Bataillone, 11 Eskadrons und 15 Geschütze. Die Art, wie er es tat, deutet Goeben in einem Briefe an seine Gemahlin mit den Worten an: „General Graf Lippe, der sich ausgezeichnet gemacht hat“. Für seine Leistung wurde er am 27. März 1871 mit dem Ritterkreuz des Militär-St.-Heinrichs-Ordens beliehen sowie mit dem Eisernen Kreuz I. Klasse ausgezeichnet. Im Jahr 1874 schied er mit dem Charakter als General der Kavallerie aus dem Dienst und starb am 26. Juli 1880 zu Döberkitz in der Lausitz.

### Familie
Er heiratete am 11. Mai 1859 in Dresden die Marie Sophie Freiin von Beschwitz (1836–1921). Das Paar hatte mehrere Kinder:
- Clemens (1860–1920), ab 28. Februar 1916 Prinz zur Lippe-Weissenfeld ⚭ 1901 Friederike Freiin von Carlowitz (1878–1942)
- Alfred (1865–1937)
- Ernst (1870–1914), gefallen in der Schlacht an den Masurischen Seen bei Goldap ⚭ 21. November 1911 Prinzessin Anna zu Ysenburg-Büdingen in Büdingen (1886–1980), ab 28. Februar 1916 Prinzessin zur Lippe-Weißenfeld, Tochter von Bruno zu Ysenburg und Büdingen, heiratete dann Leopold IV. (Lippe)
- Margarethe (1861–1937) ⚭ 22. Juni 1882 Curt Graf Zedtwitz von Moraván und Duppau (1849–1933)
- Friederike (1862–1864)
- Elisabeth (1868–1952) ⚭ 12. Mai 1890 Wilhelm Fürst von Hanau Graf von Schaumburg (1836–1902)
- Sophie (1876–1949) ⚭ 1902 Graf Adolf von Arnim (1875–1931)